# Кожин, Сергей Алексеевич
Сергей Алексеевич Кожин (1769—1807) — русский военачальник, генерал-адъютант ЕИВ, генерал-майор. Кавалер ордена святого Георгия III степени и Золотого оружия «За храбрость».

## Биография
Родился в 1769 году. Происходил из дворянской семьи рода Кожиных. Сын правителя Псковского наместничества Алексея Никитича Кожина от его брака с Марией Дмитриевной Философовой. В службу записан 5 лет — с 1774 года. В 1795 году — подполковник сверх комплекта Московского карабинерного полка. C 31 октября 1799 года — генерал-майор.
С 5 октября по 8 декабря 1800 года — командир лейб-гвардии Конного полка. По восшествии своём на престол благоволивший Кожину Александр I пожаловал ему почетное звание генерал-адъютанта, женил на красавице-фрейлине княжне Волконской и сделал его шефом лейб-кирасирского Его Величества полка, которым Кожин командовал с 1800 года до самой своей гибели во главе его 29 мая 1807 года.
В 1805 году началась война с наполеоновской Францией. Вначале боевые действия шли в Моравии, а потом в Восточной Пруссии. Полк Кожина был на переднем крае и ему всегда сопутствовала удача. Говорили, что счастье в бою улыбается лейб-кирасирам благодаря талисману их командира — в подарок от своего дяди, Андрея Горчакова, генерал получил шпагу великого полководца Суворова, которую Александр Васильевич когда-то вручил своему племяннику и ближайшему сподвижнику Горчакову в качестве награды.

Под Пултуском лейб-кирасиры Кожина отличились "атакой русской вьюги", когда — пользуясь метелью — на полном скаку внезапно врезались в приближающуюся к городу колонну французской пехоты — истоптав, изрубив и взяв в плен почти всех французов. 8 января 1807 года постановлением Георгиевской думы Сергей Алексеевич был удостоен ордена св. Георгия III степени:
В воздаяние отличной храбрости и мужества, оказанных в сражении против французских войск 14-го декабря при Пултуске, где с лейб Кирасирским Его Величества полком и 2 эскадронами Каргопольскаго Драгунскаго полка храбро и неустрашимо ударил в сабли на большую неприятельскую колонну и, опрокинув оную, совершенно истребил.

Бой этот сделался настолько известным в России, что: 
Каширского земского войска сотенный титулярный советник Василий Каблуков, с товарищами, собрав 100 р. препроводил оные в лейб-Кирасирский Его Императорского Величества полк, для доставления храбрейшему из нижних чинов, в отличной полка атаке при г. Пултуске 1806 г. под предводительством шефа, генерал-майора Сергея Кожина, который 1807 г. 29 мая, под Гейльсбергом убит. Храбрый незабвенный Кожин не нашел храбрейшего, и отвечал г. Каблукову, благодаря, что в Высочайше вверенном ему полку все равно отличались, и так не угодно ли на иной предмет — памятник в полковую церковь обратить сии 100 р., на что г. Каблуков согласился, и сей крест, с присовокуплением более денег, ныне шефом генерал-майором, бароном Будбергом, сделан в Петербурге 1815 г. августа 6 дня.
Крест хранился в полковом храме до самой революции, став полковой реликвией под названием «Пултусский крест».

В первый день битвы под Прейсиш-Эйлау резервный корпус русской кавалерии под командованием Кожина атаковал по льду озера Тенкниттен передовую колонну французов, совершенно разбив два полка французских конных егерей — 7-й и 20-й из бригады лёгкой кавалерии Дюронеля, о чём Беннигсен доносил Государю так: 
Лейб-Кирасирский Вашего Величества, Ингерманландский и Каргопольский драгунские полки и Елисаветградский гусарский врубились в неприятельскую кавалерию, вознамерившуюся обойти нас с фланга, и много оной побили.
Кожин также получил орден Красного орла от прусского короля. В мае 1807 года в генеральном сражении при городе Гейльсберге, когда Наполеон бросил вперёд все свои силы, на помощь русскому авангарду князя Багратиона в отчаянную контратаку ринулся кавалерийский корпус, в составе которого находился полк генерала Кожина. Четырнадцать раз французские полки захватывали пушки передовых русских батарей, но кавалерия вновь отбрасывала французов обратно. Во время одной из схваток Кожин получил смертельное ранение пулей в грудь.
Был похоронен в фамильном склепе в Костромской губернии. Его ордена и шпагу передали вдове и 6-летнему сыну Павлу, но по их желанию Кожин был захоронен вместе со всеми своими регалиями. По оригиналу Кюнеля художником А. А. Осиповым был создан портрет Кожина. После октябрьского переворота склеп Кожина был разорён, «суворовская шпага», награды и само тело — утрачены.

## Награды
- Орден Святой Анны 4-й степени (6 февраля 1798)[9]
- Орден Святого Иоанна Иерусалимского командорский крест (21 апреля 1799)[9]
- Крест «За победу при Прейсиш-Эйлау»
- Орден Святого Георгия 3-й степени (№ 140, 8 января 1807)
- Золотое оружие «За храбрость» с бриллиантами (1807)

## Семья
Жена (с 20 июля 1799 года) — княжна Екатерина Михайловна Волконская (12.05.1777—02.11.1834), фрейлина двора, дочь князя Михаила Петровича Волконского (1746—1796) от его брака с Елизаветой Петровной Макуловой (1753—1796); сестра князя Петра Волконского. Родилась в Петербурге, крещена 18 мая 1777 года в Пантелеимоновской церкви при восприемстве деда П. В. Макулова и жены Ф. М. Толстого. Была подругой молодости Н. О. Пушкиной, приятельствовала с Е. А. Архаровой и княгиней М. В. Дондуковой. Увлекалась литературой и переводами; ещё в юности вместе с сестрой Анной (в замужестве Грессер) перевела и опубликовала научно-популярный труд «Рассуждения о разных предметах природы, художеств и наук». Умерла от водянки, похоронена на Лазаревском кладбище Александро-Невской лавры. 
Дети:
- Павел (1801—1851), владимирский вице-губернатор и рязанский гражданский губернатор.
- Елизавета, замужем с 11 апреля 1822 года[13] за В. М. Бороздиным.